# Алуниш (Арад)
Алуниш (рум. Aluniș) је насељено место општине Фрумушени у жупанији Арад у Румунији. Према попису из 2021 године био је 901 становник. 

## Становништво
Према попису становништва из 2011. године у насељу је живело 929 становника. 
| Етнички састав према попису из 2011. године‍ | Етнички састав према попису из 2011. године‍ | Етнички састав према попису из 2011. године‍ | Етнички састав према попису из 2011. године‍ | Етнички састав према попису из 2011. године‍ |
| ------------------------------------------- | ------------------------------------------- | ------------------------------------------- | ------------------------------------------- | ------------------------------------------- |
|                                             |                                             |                                             |                                             |                                             |
| Румуни                                      | Румуни                                      |                                             | 881                                         | 94,8%                                       |
| неизјашњени                                 | неизјашњени                                 |                                             | 30                                          | 3,2%                                        |